# Alexis Roland-Manuel
Alexis Roland-Manuel, född 22 mars 1891, död 2 november 1966 i Paris, var en fransk tonsättare och musikkritiker.

## Biografi
Har var född Roland Alexis Manuel Lévy i Paris i en belgisk familj av judiskt ursprung. Han studerade komposition för Vincent d'Indy och Albert Roussel. Som ung blev han god vän med Erik Satie, som hjälpte honom till ett stort antal viktiga kontakter. 1911 kom han i kontakt med Maurice Ravel, vars elev, vän och biograf han blev.
1947 blev han lärare i estetik vid Conservatoire de Paris där han stannade till sin pensionering 1961. Han lämnade många bidrag inom musikteori och musikkritik, var även assistent till Igor Stravinskij i dennes arbete med Musikalisk Poetik. Förutom de musikteoretiska arbetena komponerade han musik, opera och filmmusik samt inledde ett samarbete med regissören Jean Gremillon, vars filmer han skrev musik till.

## Verk i urval

### Scenverk
- Isabelle et Pantalon (1922)
- Canarie (1927; för barnbalett L'Éventail de Jeanne, till vilken tio franska tonsättare bidrog med varsin dans.
- Le Diable amoureux (1929), baserad på romanen La diable amoureux av Jacques Cazotte.[2]
- Jeanne d'Arc (1955)

### Filmmusik
- L'Etrange Monsieur Victor (1938)
- Lumière d'Eté (1943)
- Le Ciel est à Vous (1943)